# György Káldy
Dans le nom hongrois Káldy György, le nom de famille précède le prénom, mais cet article utilise l’ordre habituel en français György Káldy, où le prénom précède le nom.
György Káldy (ou György Káldi), né le 4 février 1573 à Trnava, en Slovaquie (alors capitale du Royaume de Hongrie) et décédé le 30 octobre 1634 à Bratislava est un prêtre jésuite hongrois. Il s'est rendu célèbre pour sa traduction de la Bible en langue hongroise.

## Biographie
György Káldy est issu d'une famille de petite noblesse revenue au catholicisme. Il est déjà prêtre lorsqu'il entre dans la Compagnie de Jésus à Rome le 7 mai 1598 et y fait son noviciat, avec deux ans supplémentaires d'études théologiques. Cette période de formation spirituelle terminée il rejoint la Bohême alors faisant partie de la province jésuite d'Autriche. Durant les premières années de sa vie apostolique il est principalement prédicateur et confesseur. En 1603, il arrive à Sellye, dans le nord de la Hongrie, et en 1605 en Transylvanie, d'abord à Kolozsvár (aujourd'hui Cluj), puis à Gyulafehérvár (aujourd'hui Alba Iulia). Le père Káldy appartient à la génération de Jésuites hongrois qui, sous la direction du cardinal Péter Pázmány dans les premières décennies du XVIIe siècle, ont mené à bien la Réforme catholique (concile de Trente), et redynamisé le catholicisme dans les régions occidentale et septentrionale de la Hongrie, qui avaient été sauvés de la domination turque. 
C'est en 1605, étant en résidence au collège jésuite d'Alba Iulia en Transylvanie qu'il entreprend la traduction en hongrois de la Bible (version latine de la 'Vulgate'). La traduction complète ne sera achevée qu'en 1625. Pendant ces années il connaît les mêmes vicissitudes que ses autres confrères jésuites vivant dans la région. Tous sont expulsés de Transylvanie en 1606 (par le prince protestant István Bocskay). Il se réfugie à Vienne. 
En 1610 on le retrouve à Olomouc en Moravie (Tchéquie d'aujourd'hui) où il enseigne les 'cas de conscience' (Casuistique). À partir de 1611, il est maître des novices à Brno et se rend (1616) avec 20 novices à Leoben (Autriche), pour y ouvrir le deuxième noviciat de la province jésuite. En 1617, il retourne en Hongrie comme supérieur (1617 à 1620) du collège de Nagyszombat (aujourd'hui Trnava), qui a été rouvert. Dans les années 1620 et jusqu'à sa mort il est à Graz puis à nouveau à Trnava comme accompagnateur des congrégations mariales de la ville. 
Le père György Kaldy meurt à Bratislava le 30 octobre 1634 alors qu'il y est le recteur du collège.

## Ses écrits
En plus de sa Bible en hongrois publiée en 1626 et première édition catholique des Ecritures Saintes dans le pays, György Káldy est l'auteur de nombreux écrits de spiritualité. Son usage de langue hongroise ont fait de lui un auteur de premier plan dans l'histoire de la littérature et langue hongroise. Ses sermons en langue hongroise furent imprimés et réimprimés de nombreuses fois tout au long du XVIIe siècle.